# Tatry Reglowe
Tatry Reglowe – pasmo górskie w Karpatach Zachodnich, północna część Tatr o krajobrazie gór średnich. Sąsiaduje z obniżeniem Bruzdy Podtarzańskiej oraz z wysokogórskimi częściami Tatr: Tatrami Bielskimi, Zachodnimi i Wysokimi. Wyróżniony jako mezoregion pod numerem 514.54 w ramach wieloautorskiej regionalizacji fizycznogeograficznej Polski z 2018 roku. Obejmuje obszar tzw. kop reglowych, z których najwyższa jest Zadnia Kopa Jaworzyńska (1670 m) w części słowackiej, a w części polskiej – Kalacka Kopa (1601 m). Inne ważniejsze szczyty to: Mała Kopa Królowa, Wielka Kopa Królowa, Sarnia Skała, Nosal, Łysanki, Wielki Kopieniec. W niektórych opracowaniach region bywa także określany jako Tatry Zakopiańskie.

## Środowisko przyrodnicze
Region rozpościera się wąskim pasem o powierzchni 88 km², co stanowi 11% całych Tatr. Z tego 65 km² przypada w granicach Polski. Zajmuje leśne piętro reglowe i tylko miejscami występują tu wysokości bezwzględne ponad 1500 m n.p.m. Naturalne lasy, przede wszystkim bukowo-jodłowe w reglu dolnym, zostały znacznie przekształcone przez przemysłową i pasterską działalność człowieka. W lepszym stanie zachowały się świerki z regla górnego. Tatry Reglowe zbudowane są ze skał osadowych uformowanych w postaci płaszczowin reglowych oraz, na północnym obrzeżu regionu, także z fliszu podhalańskiego.
Rzeźba terenu ma charakter strukturalny, formy krasowe, w tym jaskinie, pojawiają się nielicznie. Mozaika skał bardziej odpornych na procesy erozyjne i denudację (wapienie i dolomity) i mniej odpornych (łupki i margle) umożliwiła rozczłonkowanie północnych stoków Tatr i powstanie kop reglowych z otaczającymi je obniżeniami i dolinami. Ślady przekształceń glacjalnych noszą jedynie duże doliny tranzytowe biegnące do partii wysokogórskich (Dolina Chochołowska, Kościeliska, Suchej Wody). Mniejsze doliny (tzw. doliny reglowe – Lejowa, Strążyska, Filipka) nie były zlodowacone i są młodymi dolinami rzecznymi, często w formie jarów lub wciosów, w których zachodziły procesy peryglacjalne.

## Różnice w podziałach geograficznych
W podziale fizycznogeograficznym Polski Jerzego Kondrackiego omawiany region nie jest wyosobniony. Tatry są tam podzielone na dwa mezoregiony – Tatry Zachodnie i Wschodnie – obydwa zawierają fragmenty zarówno wysokogórskiego trzonu tatrzańskiego, jak i kop reglowych. Z uwagi na swój odrębny charakter Tatry Reglowe bywały wyodrębniane jako jednostka w podziałach geomorfologicznych polskich Karpat – ten punkt widzenia przyjęto także w wieloautorskiej regionalizacji fizycznogeograficznej Polski z 2018 roku. 